# 雷加圖斯
雷加圖斯，是屬於元老院的頭銜，原義指「使者」、「使節」，也是羅馬軍隊的「司令官」、「副將」等高級將領、幕僚的職銜，等同於現代的將官。

## 司令官
司令官（legatus），或譯副將，原為輔佐羅馬總督的高級將校幕僚，後漸發展為由皇帝或元老院從前執政官、前保民官、前裁判官、前財務官等元老議員階級當中選任。到帝國晚期，司令官的直屬上級為都督（Dux），地位高於軍事保民官（Military tribune）。
若前任裁判官的司令官被授予精銳羅馬軍團指揮權，則成為軍團長（legatus legionis）。若前任執政官的司令官須獨立指揮軍隊，而被擴張授予資深長官治權（propraetorian imperium）或行省總督職及裁判官之司法行政權，則成為執政軍團長（legatus pro praetore），某些情況下會賦予其四個以上軍團的指揮權。由於其元老院議員的高等身份，每位司令官會被給予5桿法西斯束棒與5位刀斧手。。
司令官因能在戰爭勝利時接收大比例的戰利品，成為一個利潤豐厚的職位，有時甚至能吸引著名的執政官爭取擔任。例如執政官路奇烏斯·尤利烏斯·凱撒在高盧戰爭後期自願出任其遠房表親蓋烏斯·尤利烏斯·凱撒轄下的司令官。
縱使軍團長實際可任職更長得多的時間，皇帝奧古斯都卻設定了一個軍團長的最長任期2年，後來的皇帝再將之延展為三或四年。一個行省中只有一個軍團駐紮的情況下，軍團長也是行省總督，但在駐有多軍團的行省中，每個軍團各有一軍團長，而與軍團分離的總督擁有全部軍團的指揮權。
司令官服儀高貴，穿戴精心製作的頭盔與鎧甲以及鮮紅色戰袍（paludamentum）、小皮帶（cincticulus），背後以鮮紅色腰帶環繞其腰並打結。

## 外交使者
雷加圖斯也是羅馬共和國元老院因出使外國的外交任務（legatio）所任命的使節名稱，從其他國家來到羅馬的使節亦以此稱呼。是片語教宗使節（Papal legate）的辭義來源並存續至今。